# Nikifóros Lýtras
Nikifóros Lýtras (en grec moderne : Νικηφόρος Λύτρας), né en 1832 à Tínos dans les Cyclades et décédé en 1904 à Athènes, est un peintre grec. Élève de l'Académie royale des beaux-arts de Munich puis professeur à l'École des beaux-arts d'Athènes. Il conserve ce poste toute sa vie. Durant l'été 1873, il voyage en Asie Mineure en compagnie de son ami Nikólaos Gýzis. Il reste le défenseur d'un académisme pictural appris à Munich, s'intéressant aux thèmes ethnographiques et aux portraits. Son portrait le plus célèbre était celui du couple royal, Othon 1er et Amalia, et son paysage le plus connu une représentation de la région de Lávrio.

## Biographie
Nikifóros Lýtras était le fils d'un sculpteur de marbre grec d'une grande popularité. En 1850, à l'âge de dix-huit ans, il se rend à Athènes pour étudier à l'École des beaux-arts d'Athènes. Il a étudié la peinture avec Ludwig Thiersch et Raffaelo Ceccoli. Après avoir obtenu son diplôme en 1856, il a commencé à enseigner un cours élémentaire d'écriture.
En 1860, grâce à une bourse du gouvernement grec, il se rend à Munich pour étudier à la l'Académie royale des beaux-arts de Munich où, après un certain temps, il réussit à être accepté dans les classes de Karl von Piloty . En 1862, après l'exil du roi Othon, la bourse n'était plus disponible. Les dépenses ont donc été assumées par l'ambassadeur de Grèce à Vienne, Simon Sina. À l'été 1865, avant son retour en Grèce, il rencontre Nikólaos Gýzis à Munich. Ils visitent et étudient ensemble des chefs-d'œuvre de l'art.
Après son retour à Athènes, Lýtras obtient le poste de professeur à l'École des beaux-arts d'Athènes dans le département de peinture où il a enseigné jusqu'à sa mort, soit environ 38 ans. Spyrídon Vikátos (en) fut l'un de ses élèves.
Pendant quatre ans, à partir de 1873, il se rend à Smyrne et en Asie Mineure, à Munich et en Égypte avec Gýzis, années au cours desquelles il produit un certain nombre d'œuvres orientalistes.
En 1879, il épouse Iríni Kyriakídi, fille d'un commerçant de Smyrne avec qui il eut six enfants. Son fils Nikólaos Lýtras suivit ses traces en étudiant également à l'Académie des beaux-arts de Munich et en dirigeant l'École d'art d'Athènes. Plus tard, il fonde le « Art Group », qui, plusieurs années plus tard en 1919, exposera à Paris, avec des participants dont le graveur Démétrios Galanis, un ami de Derain, Braque et Picasso et membre de l'Académie française. Les peintres du XIXe siècle Ioánnis Altamoúras et Périclès Pantazis (tous deux morts jeunes) peuvent être considérés comme les précurseurs de ce groupe.
Nikifóros Lýtras est décédé à l'âge de 72 ans en 1904, après une courte maladie qui aurait été causée par les substances chimiques de ses couleurs. Après sa mort, Geórgios Iakovídis occupa son poste à l'École des beaux-arts d'Athènes.

## Œuvres
- L’incendie du vaisseau amiral turc par Kanáris, au Musée Averoff, à Métsovo
- Antigone devant le corps de Polynice

## Galerie

Œuvres de Nikifóros Lýtras
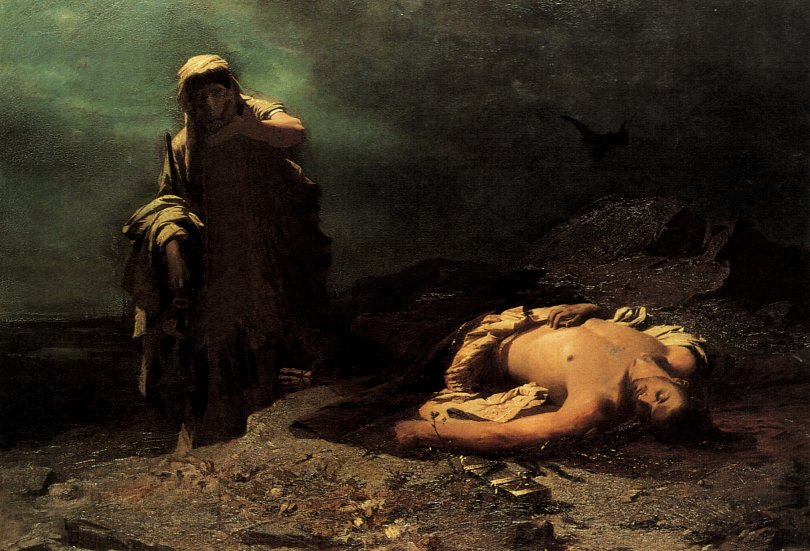
Antigone devant le corps de Polynice, 1865, 100 x 157 cm.
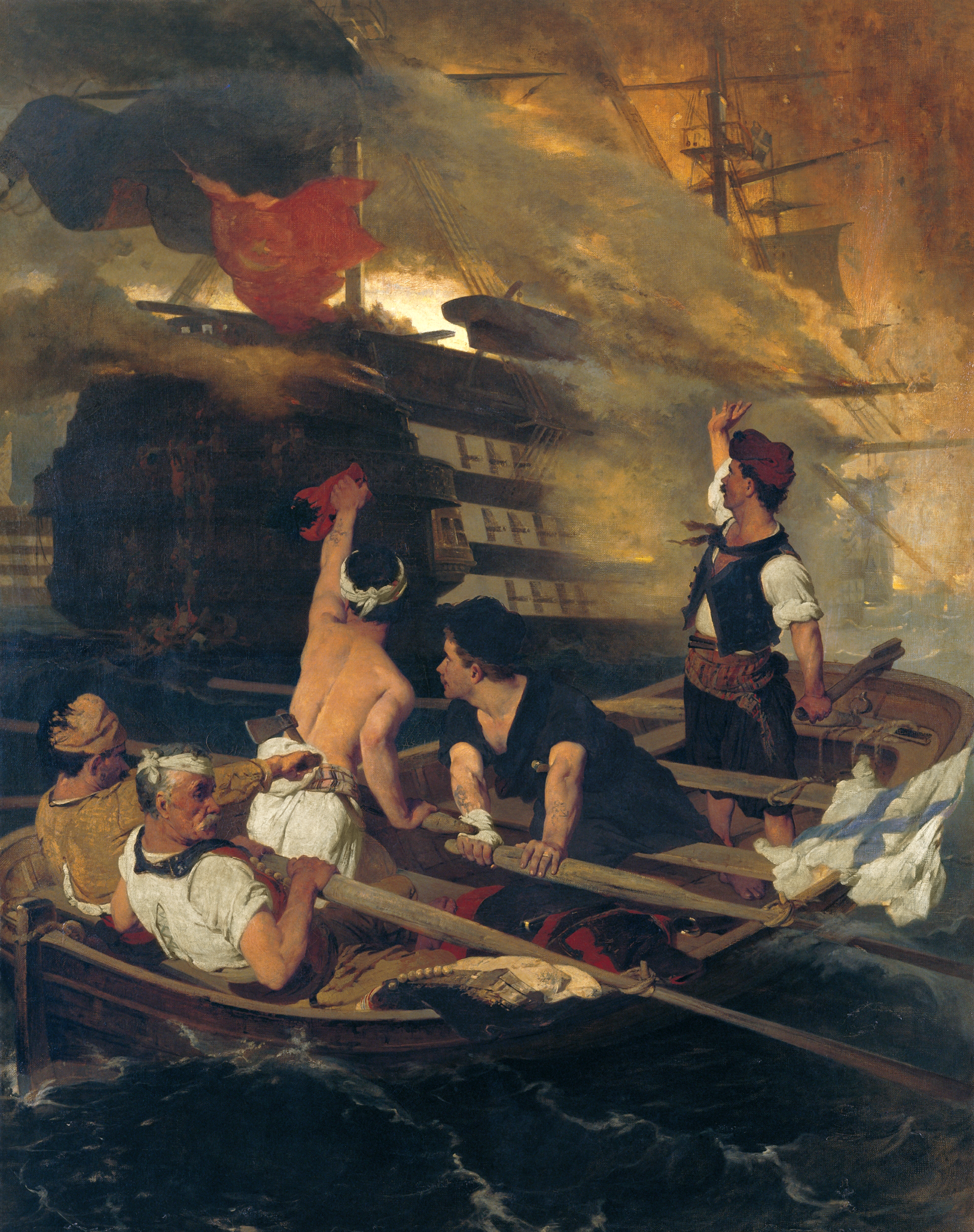
Le navire amiral turc attaqué par le brûlot de Kanáris, 1873, 143 x 109 cm.
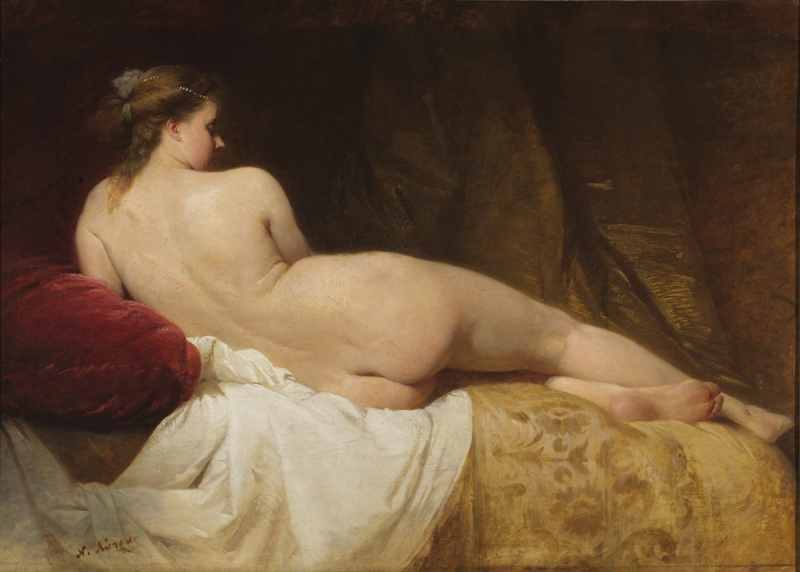
Nu féminin, 1867-70, 86 x 118 cm.
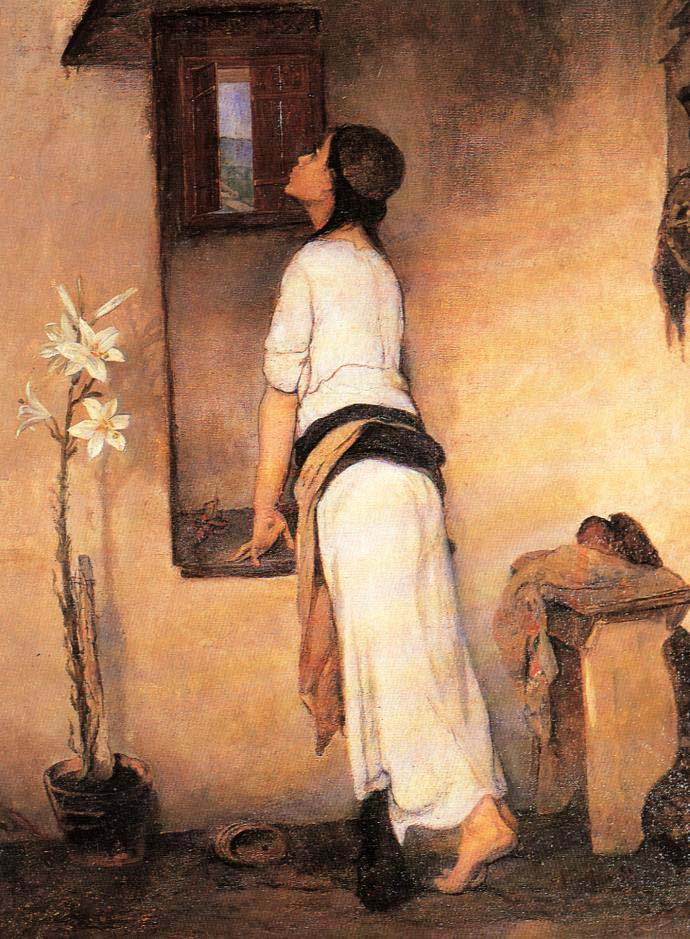
L'attente, 68 x 50 cm.
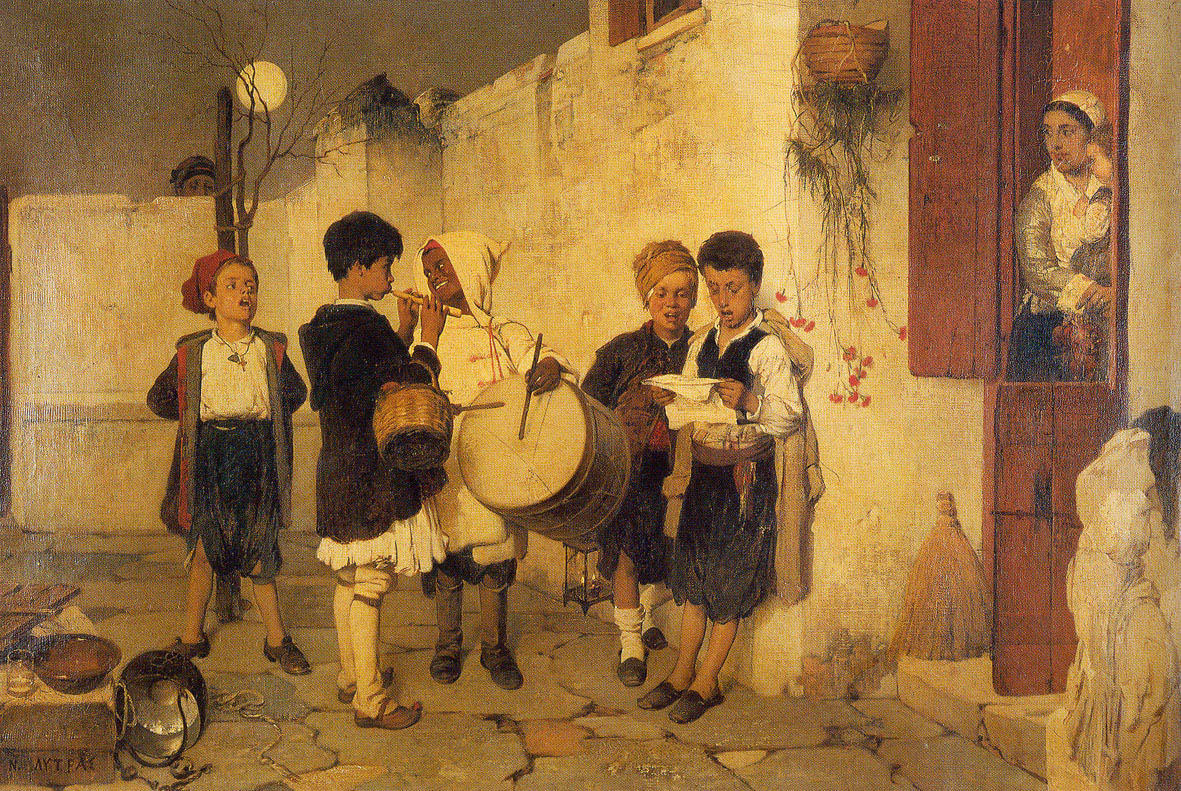
Chants de Noël, 1872, 59 x 90 cm.
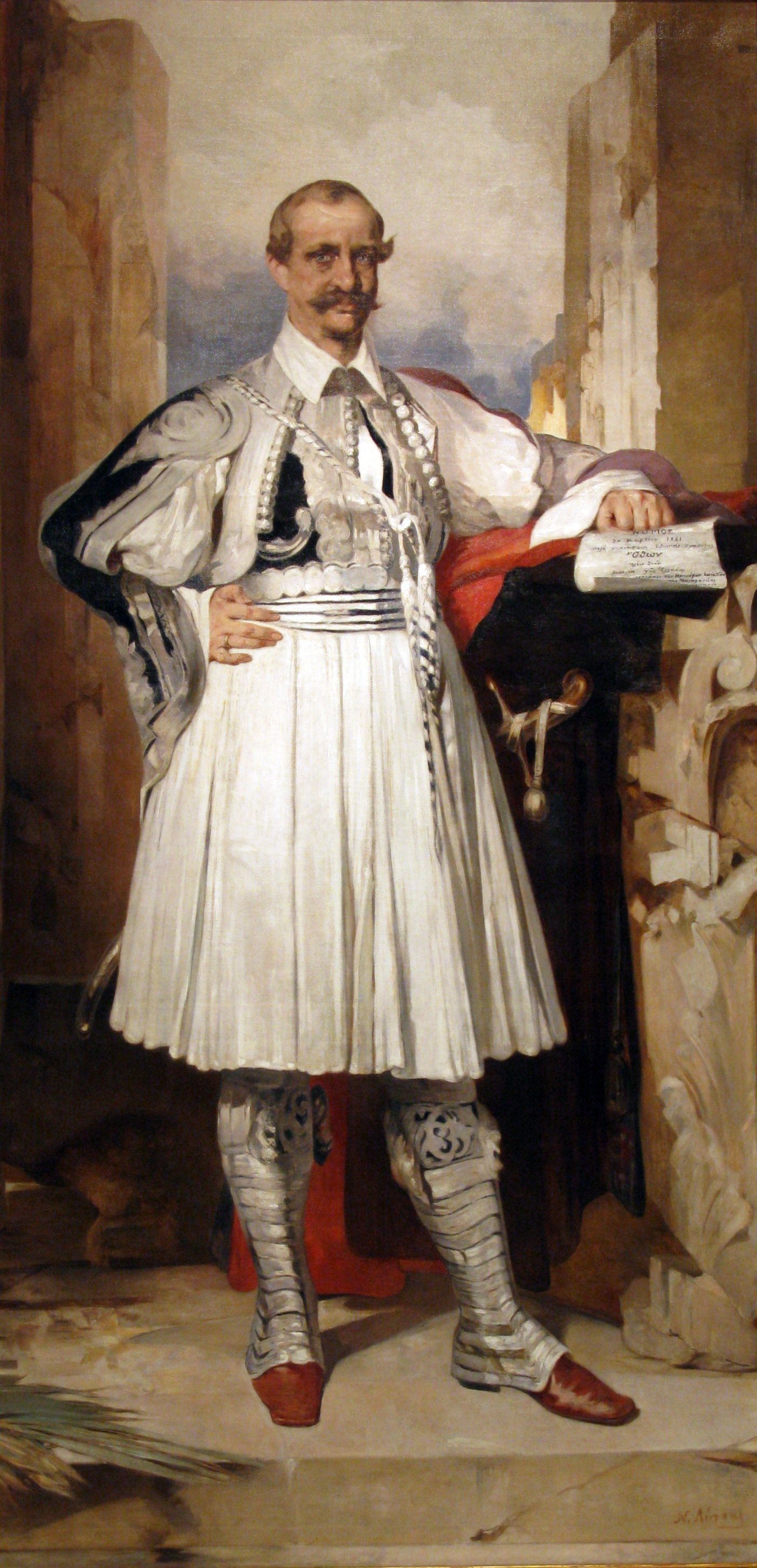
Otto, roi de Grèce avec le décret fondateur de la Banque Nationale de Grèce, 1898-99.
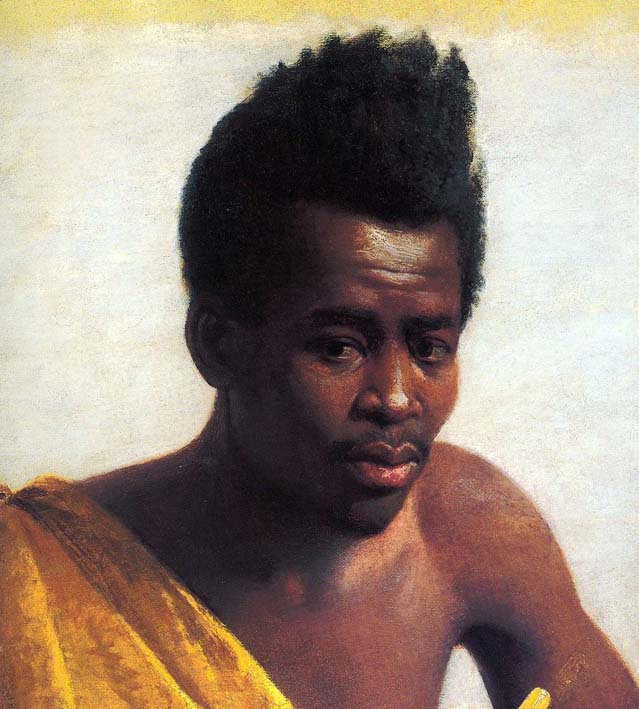
Chrístos le Nègre, 1873-74, 44 x 39,5 cm.
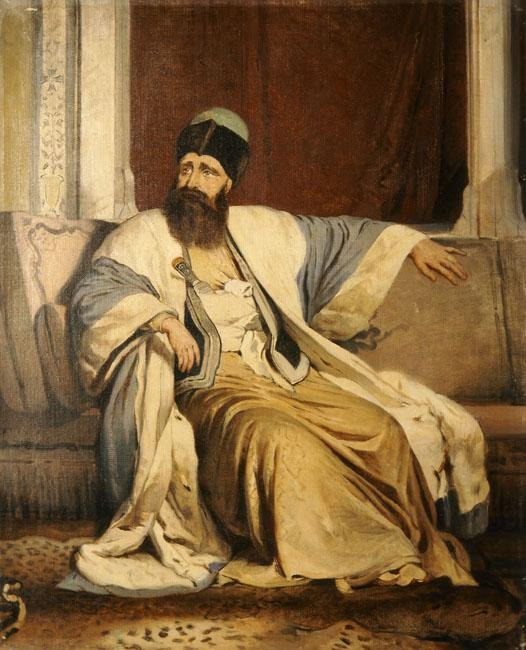
Michaíl Vódas Soútzos, 1890, 55 x 45 cm.

## Élèves
- Geórgios Iakovídis
- Périclès Pantazis